# Murindó
Murindó è un comune della Colombia facente parte del dipartimento di Antioquia.
Il centro abitato venne fondato da Juan Paulino Salazar nel 1835, mentre l'istituzione del comune è del 1914.